# Seznam Loretánských kaplí v Česku
Seznam Loretánských kaplí v Česku obsahuje kaple na území České republiky, dochované i zaniklé, postavené jako samostatné objekty nebo jako součást kostelů či klášterů. Je řazen podle lokace.

## Seznam kaplí
| Loretánská kaple                 | Obrázek | Commons                                                                               | Lokace                  | Okres               | Výstavba                                                    | Poznámka | Souřadnice                       |
| -------------------------------- | ------- | ------------------------------------------------------------------------------------- | ----------------------- | ------------------- | ----------------------------------------------------------- | --- | -------------------------------- |
| v Boru u Tachova                 |         | Kategorie „Loreto chapel in Bor“ na Wikimedia Commons                                 | Bor                     | Tachov              | 1668                                                        | kulturní památka | 49°42′34″ s. š., 12°46′44″ v. d. |
| v Boskovicích                    |         |                                                                                       | Boskovice               | Blansko             | 1670                                                        | při kostele svatého Jakuba Staršího | 49°29′18″ s. š., 16°39′31″ v. d. |
| v Brně                           |         | Kategorie „Loreto chapel in Brno“ na Wikimedia Commons                                | Brno-střed              | Brno-město          | 1716                                                        | při kostele svatého Jana Křtitele a svatého Jana Evangelisty                                                                                                  | 49°11′40″ s. š., 16°36′39″ v. d. |
| v Broumově                       |         |                                                                                       | Broumov                 | Náchod              | 1727 (?)                                                    | zaniklá, při benediktinském klášteře | 50°35′12″ s. š., 16°20′2″ v. d.  |
| v Častolovicích                  |         |                                                                                       | Častolovice             | Rychnov nad Kněžnou | 1647                                                        | zaniklá | 50°7′47″ s. š., 16°11′7″ v. d.   |
| v České Lípě                     |         | Kategorie „Loreto chapel (Česká Lípa)“ na Wikimedia Commons                           | Česká Lípa              | Česká Lípa          | 1698                                                        | v areálu augustiniánského kláštera | 50°41′9″ s. š., 14°32′1″ v. d.   |
| v Děčíně                         |         |                                                                                       | Děčín                   | Děčín               | 1667                                                        | zaniklá; na půdorysu obdélníka 11,7 × 7,2 metru, vysoká 9,6 metru                                                                                             | 50°46′51″ s. š., 14°12′49″ v. d. |
| v Dobříši                        |         |                                                                                       | Dobříš                  | Příbram             | kolem 1675                                                  | zaniklá; v místech kostela Nejsvětější Trojice | 49°46′56″ s. š., 14°10′41″ v. d. |
| ve Fulneku                       |         |                                                                                       | Fulnek                  | Nový Jičín          | 1681                                                        | zaniklá; západně od kostela svatého Josefa a kapucínského kláštera                                                                                            | 49°42′56″ s. š., 17°54′10″ v. d. |
| v Golčově Jeníkově               |         | Kategorie „Church of Saint Francis of Seraphim (Golčův Jeníkov)“ na Wikimedia Commons | Golčův Jeníkov          | Havlíčkův Brod      | 1650–1653                                                   | kulturní památka; v areálu kostela sv. Františka Serafínského                                                                                                 | 49°49′8″ s. š., 15°28′35″ v. d.  |
| v Hájku                          |         | Kategorie „Loreto chapel in Hájek“ na Wikimedia Commons                               | Červený Újezd           | Praha-západ         | 1627 vysvěcena, 1630 přestavěna                             | nádvoří Kláštera v Hájku | 50°4′10″ s. š., 14°11′9″ v. d.   |
| u Horažďovic                     |         |                                                                                       | Horažďovice             | Klatovy             | 1659                                                        | zanikla 1787; přestavěna na obytný dům, poté hostinec | 49°19′43″ s. š., 13°42′6″ v. d.  |
| v Horšovském Týně                |         | Kategorie „Loreto chapel (Horšovský Týn)“ na Wikimedia Commons                        | Horšovský Týn           | Domažlice           | 1584                                                        | kulturní památka | 49°32′6″ s. š., 12°56′29″ v. d.  |
| v Hořovicích                     |         | Kategorie „Loreto chapel in Hořovice“ na Wikimedia Commons                            | Hořovice                | Beroun              | 1685                                                        | v centru města, na náměstí u kostela Nejsvětější Trojice | 49°50′12″ s. š., 13°54′10″ v. d. |
| v Chrudimi                       |         |                                                                                       | Chrudim                 | Chrudim             | 1664–1665                                                   | zaniklá; při kostele svatého Josefa | 49°57′4″ s. š., 15°47′51″ v. d.  |
| v Chlumci nad Cidlinou           |         |                                                                                       | Chlumec nad Cidlinou    | Hradec Králové      | 1719                                                        | zaniklá; v areálu muzea | 50°9′33″ s. š., 15°27′38″ v. d.  |
| v Jaroměřicích nad Rokytnou      |         |                                                                                       | Jaroměřice nad Rokytnou | Třebíč              | 1668                                                        | zanikla; po roce 1785 částečně zbořena, zbytek přestavěn; Klášter servitů (Jaroměřice nad Rokytnou)                                                           | 49°5′29″ s. š., 15°53′34″ v. d.  |
| v Jaroměřicích u Jevíčka         |         | Kategorie „Loreto chapel in Jaroměřice“ na Wikimedia Commons                          | Jaroměřice              | Svitavy             | 1742                                                        | Poutní areál Hora Kalvárie | 49°37′17″ s. š., 16°45′2″ v. d.  |
| v Jihlavě                        |         |                                                                                       | Jihlava                 | Jihlava             | 1725                                                        | zaniklá; při kostele Povýšení svatého Kříže | 49°23′52″ s. š., 15°35′26″ v. d. |
| v Jílovém u Prahy                |         |                                                                                       | Jílové u Prahy          | Praha-západ         | postavena současně s klášterem po roce 1623                 | zanikla; po zrušení kláštera měl domek vzniklý z Lorety čp. 21                                                                                                | 49°53′40″ s. š., 14°29′38″ v. d. |
| v Kadani                         |         |                                                                                       | Kadaň                   | Chomutov            | 1720 (1690)                                                 | zaniklá; Klášter minoritů | 50°22′40″ s. š., 13°16′19″ v. d. |
| v Klášterci nad Ohří             |         |                                                                                       | Klášterec nad Ohří      | Chomutov            | 1682                                                        | zaniklá; cca 300 metrů východně od kostela Nejsvětější Trojice; kaple pilastrolisénového typu, stavitel J. Rossi da Luca                                      | 50°23′6″ s. š., 13°10′33″ v. d.  |
| v Komorním Hrádku                |         |                                                                                       | Komorní Hrádek          | Benešov             | 1765                                                        | zaniklá; zámek Komorní Hrádek, park; loreta zbořena a na jejím místě r. 1872 postaven nová kaple                                                              | 49°51′50″ s. š., 14°48′8″ v. d.  |
| v Kosmonosích                    |         | Kategorie „Loreto chapel in Kosmonosy“ na Wikimedia Commons                           | Kosmonosy               | Mladá Boleslav      | 1707                                                        | kulturní památka | 50°26′19″ s. š., 14°55′48″ v. d. |
| v Lysé nad Labem                 |         |                                                                                       | Lysá nad Labem          | Nymburk             | 1704                                                        | zaniklá; v augustiniánském klášteře při kostele Narození Panny Marie                                                                                          | 50°12′8″ s. š., 14°50′2″ v. d.   |
| v Mikulově                       |         |                                                                                       | Mikulov                 | Břeclav             | 1623, nad ní v letech 1638–1656 vybudován kostel svaté Anny | zanikla; torzo kostela přestavěno v letech 1845–1852 na hrobku Ditrichštejnů                                                                                  | 48°48′24″ s. š., 16°38′22″ v. d. |
| v Moravské Třebové               |         | Kategorie „Loreto chapel in Moravská Třebová“ na Wikimedia Commons                    | Moravská Třebová        | Svitavy             | 1767                                                        | při kostele Nanebevzetí Panny Marie | 49°45′25″ s. š., 16°39′51″ v. d. |
| v Novém Městě nad Metují         |         |                                                                                       | Nové Město nad Metují   | Náchod              | 1680                                                        | při kostele Narození Panny Marie | 50°20′55″ s. š., 16°9′3″ v. d.   |
| v Olomouci Katedrála sv. Václava |         |                                                                                       | Olomouc                 | Olomouc             | 1662                                                        | v Katedrále svatého Václava | 49°35′52″ s. š., 17°15′45″ v. d. |
| v Olomouci kostel sv. Mořice     |         |                                                                                       | Olomouc                 | Olomouc             | 1725                                                        | při kostele svatého Mořice | 49°35′42″ s. š., 17°15′5″ v. d.  |
| v Podhradí                       |         | Kategorie „Chapel of Virgin Mary - Loreta (Hlásná Lhota)“ na Wikimedia Commons        | Podhradí                | Jičín               | 1694                                                        | kulturní památka | 50°25′19″ s. š., 15°17′50″ v. d. |
| v Praze na Hradčanech            |         | Kategorie „Casa Santa (Loreta (Prague))“ na Wikimedia Commons                         | Praha-Hradčany          | Praha               | 1625–1631                                                   | kulturní památka; v areálu Pražské Lorety na Loretánském náměstí                                                                                              | 50°5′21″ s. š., 14°23′30″ v. d.  |
| v Praze na Novém Městě           |         |                                                                                       | Praha-Nové Město        | Praha               | 1692                                                        | zaniklá; nádvoří kostela Panny Marie Sněžné, r. 1878 zbořena                                                                                                  | 50°4′59″ s. š., 14°25′23″ v. d.  |
| u Pyšel                          |         | Kategorie „Loreto chapel in Pyšely“ na Wikimedia Commons                              | Pyšely                  | Benešov             | 1699                                                        | kulturní památka; na hřbitově | 49°52′48″ s. š., 14°40′21″ v. d. |
| v Rabštejně nad Střelou          |         | Kategorie „Loreta chapel (Rabštejn nad Střelou)“ na Wikimedia Commons                 | Rabštejn nad Střelou    | Plzeň-sever         | 1671                                                        | kulturní památka | 50°2′43″ s. š., 13°17′37″ v. d.  |
| v Radíči                         |         | Kategorie „Chapel of the Visitation (Radíč)“ na Wikimedia Commons                     | Radíč                   | Příbram             | 1680                                                        | u zámku v Radíči | 49°42′53″ s. š., 14°24′54″ v. d. |
| v Roudnici nad Labem             |         |                                                                                       | Roudnice nad Labem      | Litoměřice          | 1603–1613                                                   | zaniklá; v zaniklém kostele Panny Marie Loretánské, zbořeno společně se západní mostní věží mostu Jana z Dražic při stavbě Severní státní dráhy kolem r. 1850 | 50°25′37″ s. š., 14°15′43″ v. d. |
| v Rumburku                       |         | Kategorie „Loretokapelle (Rumburg)“ na Wikimedia Commons                              | Rumburk                 | Děčín               | výstavba                                                    | kulturní památka; v areálu kapucínského kláštera | 50°57′12″ s. š., 14°33′16″ v. d. |
| v Rychnově nad Kněžnou           |         |                                                                                       | Rychnov nad Kněžnou     | Rychnov nad Kněžnou | 1714                                                        | kulturní památka; při kostele Nejsvětější Trojice, ve středu průčelí, obdélná kaple s valenou klenbou                                                         | 50°10′3″ s. š., 16°16′35″ v. d.  |
| v Římově                         |         | Kategorie „Loreto chapel in Římov“ na Wikimedia Commons                               | Římov                   | České Budějovice    | 1650                                                        | kulturní památka, od roku 2018 | 48°51′22″ s. š., 14°29′16″ v. d. |
| ve Slaném                        |         | Kategorie „Loreto chapels in Slaný“ na Wikimedia Commons                              | Slaný                   | Kladno              | 1657                                                        | v kostele Nejsvětější Trojice | 50°14′1″ s. š., 14°5′19″ v. d.   |
| ve Slavonicích                   |         |                                                                                       | Slavonice               | Jindřichův Hradec   | 1820                                                        | při kostele Božího Těla, v jižní části | 49°0′16″ s. š., 15°20′28″ v. d.  |
| ve Starém Hrozňatově             |         | Kategorie „Loreto chapel in Starý Hrozňatov“ na Wikimedia Commons                     | Starý Hrozňatov         | Cheb                | 1664–1689                                                   | kulturní památka; součást poutního areálu | 50°1′35″ s. š., 12°23′56″ v. d.  |
| ve Svébořicích                   |         |                                                                                       | Svébořice               | Česká Lípa          | 1679–1681                                                   | zanikla; v kostele Nanebevzetí Panny Marie; zbořeno s celou vsí při zřízení VVP Ralsko                                                                        | 50°39′40″ s. š., 14°49′55″ v. d. |
| v Teplicích                      |         |                                                                                       | Teplice                 | Teplice             | 1674–1675                                                   | zaniklá; zbořena mezi roky 1924–1930 spolu se špitálem | 50°38′10″ s. š., 13°49′25″ v. d. |
| v Týnci u Klatov                 |         | Kategorie „Loreto chapel in Týnec (Klatovy District)“ na Wikimedia Commons            | Týnec                   | Klatovy             | 1711                                                        | v centru osady Loreta | 49°21′35″ s. š., 13°16′52″ v. d. |
| v Uherském Hradišti              |         |                                                                                       | Uherské Hradiště        | Uherské Hradiště    | 1749                                                        | zaniklá; při zaniklém kostele svatého Jiří uprostřed Masarykova náměstí                                                                                       | 49°4′7″ s. š., 17°27′38″ v. d.   |
| u Vlašimi                        |         | Kategorie „Loreto chapel in Bolina“ na Wikimedia Commons                              | Vlašim                  | Benešov             | 1704–1706                                                   | na Spáleném Vrchu | 49°41′3″ s. š., 14°55′41″ v. d.  |
| ve Vratěníně                     |         |                                                                                       | Vratěnín                | Znojmo              | 1699                                                        | zaniklá, při klášteře bosých augustiniánů | 48°54′12″ s. š., 15°35′55″ v. d. |
| ve Znojmě                        |         |                                                                                       | Znojmo                  | Znojmo              | 1713                                                        | zaniklá, v Klášteře klarisek | 48°51′24″ s. š., 16°2′45″ v. d.  |
| v Žacléři                        |         |                                                                                       | Žacléř                  | Trutnov             | 1750–1760                                                   | při kostele Nejsvětější Trojice | 50°39′5″ s. š., 15°54′32″ v. d.  |
| v Žatci                          |         | Kategorie „Loreto chapel in Žatec“ na Wikimedia Commons                               | Žatec                   | Litoměřice          | 1713                                                        | zaniklá | 50°19′55″ s. š., 13°32′32″ v. d. |
| u Žitenic                        |         | Kategorie „Loreto chapel in Žitenice“ na Wikimedia Commons                            | Žitenice                | Litoměřice          | 1660                                                        | kulturní památka | 50°33′30″ s. š., 14°8′54″ v. d.  |